# Giv mig den tro som Jesus haft
Giv mig den tro som Jesus haft är en sång med text från 1884 av William Pearson och musik av A J Hubbard. Sången översattes till svenska 1888 av Emanuel Booth-Hellberg

## Publicerad i
- Frälsningsarméns sångbok 1929 som nr 149 under rubriken "Helgelse - Bön om helgelse och Andens kraft".
- 1937 års psalmbok vers 4, som nr 231 med titeln Giv mig den tro som skådar dag, under rubriken "Konfirmation". Finns på Wikisource.
- Frälsningsarméns sångbok 1968 som nr 149 under rubriken "Helgelse".
- Frälsningsarméns sångbok 1990 som nr 399 under rubriken "Helgelse".